# Рашковићи (породица)
Рашковићи су стара српска породица обор-кнезова — "бератлија“. Било је више грана Рашковића. Ужа породица предводника устанка против Турака у Старом Влаху у време прве сеобе иселила се у данашњу Војводину 1690. Исто се догодило са ужом породицом предводника устанка из породице Рашковић у време друге сеобе 1740. Од дела породице који је остао у Старом Влаху је кнез и војвода из Првог српског устанка Максим Рашковић.
За старије порекло Рашковића нема поузданих података. Према једном од записаних породичних предања из XVIII века пореклом су из приморја. Према породичним предањима у средњем веку су у Рашкој области и њихово седиште је уочи доласка Турака тврђава у Новом Пазару, која је касније више пута дограђивана и преуређивана. Турска врховна власт редовно им издаје султанове берате, што указује на старину и положај њихове породице.
Кнезови Рашковићи били су предводници устанка у Старој Србији у време аустријско-турских ратова, односно Великог бечког рата који је трајао од 1683. до 1699. Део породице одселио се заједно са патријархом Арсенијем Чарнојевићем у Аустрију, одакле је један део отишао у Русију..
Постоји претпоставка да је патријарх српски Гаврило Рајић (1595-1659) из породице Рашковић.
Хаџи-Арсеније Рашковић (XVII век) имао је синове Јована, Мојсија, Илију и Михајла, који су се борили против Турака 1688. и повукли из Старог Влаха на подручје данашње Војводине. Хаџи-Арсеније Рашковић имао је и кћерку Ану удату Монастерлија.

## Кнез Јован A. Рашковић
Кнез Јован Рашковић је након сеобе у Аустрију/Војводину био виђен за световног старешину српског народа, али је на тај положај у звање подвојводе постављен зет Рашковића Јован Монастерлија, који је био ожењен његовом сестром Аном Рашковић.

## Пуковник Хаџи-Мојсије A. Рашковић (1650—1718)
Пуковник славонске народне војске Хаџи-Мојсије Рашковић (1650-1718), брат кнеза Јована, рођен је у Трговишту у Рашкој. Након пута у Јерусалим на хаџилук око 1680. прозван Хаџи-Мојсије. Један од организатора устанка у Старом Влаху против Турака од 1688—1690.

## Капетан Никола М. Рашковић из Нештина
Син Мојсијев је капетан Никола Рашковић, заповедник Шапца 1717. Његово седиште и седиште породице Рашковић у Војводини било је више од два века у селу Нештин.

## Текелије
Од Текелија најпознатији је био Јован, мање се зна о Остоји или Стевану; готово нимало о другом Јовану или Ивану и Гашпару. Племићи су постали браћа Јован и Остоја, са својим породицама. Остоја Текелија је био ожењен Аном Давидовић, са којом није имао мушког порода. Имали су две кћерке: Јелисавету или Чаву (удату за Лацка Јенеија) и Марију (удату за Александра Прерадовића).
Највероватније породица Поповић-Текелија потиче из села Тукуље на Чепелском острву у непосредној близини Будима. Од значаја је мушка линија, која креће од пуковника Јована Поповића-Текелије, а крајем 19. века је и она угашена.
Алка Текелија, рођ. Рашковић, кћерка пуковника Хаџи-Мојсија Рашковића, била је удата за капетана поморишке милиције Ранка Текелију, сина пуковника поморишке границе Јована Поповића-Текелије (умро 1722). Имали су четири сина: Јована, Димитрија, Петра и Павла. Не зна се тачно време када је Алка Рашковић умрла, али се у једном документу из 1741. године, Ранко помиње као удовац. Унук Алке Рашковић је Сава Текелија.

### Пуковник Јован Текелија од Визеша и Кевермеша (око 1665—1722)
Пуковник Јован Поповић-Текелија добио је аустријско племство и грб 1706. године, а 1715. предикат од Визеша и Кевермеша.
За Јована Поповића Текелију се чуло по учешћу у освајању Будима из турских руку, 1686. године. Године 1697. године Јован Текелија, оберкапетан и заповедник Поморишке војне крајине, истакао се у бици код Сенте, у којој је аустријска војска под командом Еугена Савојског, победила Турке. За заслуге и ратнички подвиг у овој борби, Еуген Савојски га је поставио за заповедника Српске милиције у Араду. Цар Јосиф I је, тада већ пуковнику Поморишке милиције, Јовану Поповићу Текелији, његовој најужој родбини и потомству даровао племићку титулу 1706. године. Осим Јована племство је додељено и његовој жени Еуфросини, рођеној Јовић, њиховој деци: Ранку (Валентину), Јовану, Михаилу, Јелени, као и његовом брату Стефану (Остоји) Стевановој жени Ани Давидовић и кћери Јелисавети, надаље Јовану и Остоји (Гашпару) Поповићу Текелији.
На грбу Текелија налази се на штиту коњаник који на сабљи има одсечену турску главу.

### Капетан Валентин — Ранко Ј. Текелија од Визеша и Кевермеша (1696—1749)
Капетан Валентин Ранко Текелија рођен је 1696. године као најстарији син пуковника Јована Поповића-Текелије и Еуфросине Текелија, рођ. Јовић. Декрет на капетански чин добио је 8. октобра 1731. године. Два пута се женио арадски оберкапетан Ранко Текелија. Прва жена Алка била је кћи пуковника Хаџи Мојсеја Рашковића, са којом је имао четири сина: Јована, Петра, Димитрија и Павла. Мојсеј Рашковић је био оберкапетан Подунавске милиције и "врховни капетан целе рацке војске", са седиштем у Шаренграду. Склапање брака између две угледне војничке породице, представљао је био велики друштвени догађај, опеван у песми Женитба Ранка Текелије. Не зна се тачно време када је Алка Рашковић умрла, али се у једном документу из 1741. године, Ранко помиње као удовац. Он се под старе дане поново оженио са Ана Цветковић из Арада, која му је родила сина Лазара. Ранка, деду српског мецене Саве Текелије је портретисао око 1750. године арадски сликар Стефан Тенецки. Сви синови Ранкови, изузев Димитрија, били су царски официри, са војничким каријерама. Син Димитрије се окренуо духовном животу; замонашио и постао калуђер Исаија.
И браћа капетана Ранка Текелије били су официри, капетан Михаило Текелија (1700—1746) заповедник у Соботхељу погинуо је у рату за аустријско наслеђе (1740–1748), а хаднађ (заставник) Сава Текелија, (или Себастијан) (после 1706-око 1738) погинуо је у аустро-турском рату (1737–1739).

### Генерал-мајор Петар Р. Поповић-Текелија (1720—1792)
Генерал-мајор Петар Р. Поповић-Текелија био је руски официр.
Још за живота свог оца капетана Ранка Текелије, одлучио је 1748. године да се одсели у Русију. Одвео је са собом полубрата дечака Лазара 1753. године. У Русији је одмах при ступању у руску војну службу добио чин капетана. Већ је у јулу 1754. године по Указу царице Јелисавете био произведен из чина мајора (који је у међувремену добио) у чин потпуковника руске војске. У време рата Русије и Пруске (1757–1763) истакао се у више битака, код Кострина, Цондорфа и Берлина. Завршио је пруски рат у Главној команди генерала Петра Румјанцова као пуковник. Ратовао је потом у Пољској од 1764–1768 и за исказану храброст је добио чин бригадир пуковника у српском хусарском пуку.
За службу је награђен 1767. године и земљишним поседом. Добио је 3.160 десетина земље у Великом Лугу у Украјини. Због заслуга у руско турском рату, који је завршен Кучук-Кајнаџијским миром 1774, Петар је био награђен орденом Св. Георгија за заслуге код Бендера и орденом Св. Ане за своја јуначка дела код Браиле и Калуге. У овој војни био је произведен за генерал-поручника руске војске. Под својом командом је већ имао преко 18.000 људи. Са друге стране, имао је доста истакнуту улогу у прихватању и упућивању својих сународника при њиховој сеоби у Русију, после развојачења Потиско-поморишке границе.
Као генерал-мајор извео је 1775. вешти војнички маневар, који је довео до гушења побуне запорошких козака у њиховој прокламованој области Сечи, без иједне људске жртве. Генерал Петар је живео на свом имању у Новомиргороду, где је и умро и сахрањен у саборном храму Св. Николе. Није био жењен, али је са једном грађанком Новомиргорода имао двоје ванбрачне деце (сина и кћерку). Тај син ће добити већи део наследства и све брзо "проћердати".

### Потпоручник Павле Р. Текелија (Арад, 1722-1749)
Павле Р. Текелија, син капетана Ранка Текелије и Алке Рашковић, био је у чину заставника ("барјактар") у Суботхељу 1749. године. Учествовао је у бојевима у Баварској, где му је погинуо стриц капетан Михаило Ј. Текелија, за време рата за аустријско наслеђе (1740-1748). портретисао га је арадски сликар Стефан Тенецки 1749. године као "барјактара Поморишке полиције у Араду". Умро је рано, вероватно од исцрпљености; није се женио.

### Пуковник Лазар Р. Текелија (Арад, 1742-1813, Александровка)
Лазар је син оберкапетана арадског Ранка Текелије и друге супруге Ане, рођене Цветковић. Као дечак са 11 година отишао је 1753. године у Русији, са старијим полубратом Петром Текелијом, потоњим фелдмаршалом руским. У руској војсци је доспео до чина пуковника. Истакао се као мајор током руско-турског рата 1763-1774. године. Када је рањен у Каравлашкој свратио је по опоравку 1773. године код својих у Арад. Оштетио му се вид услед рањавања, када му је непријатељ поред лица пиштољ опалио, па је после дугог лечења превремено пензионисан (1786). Живео је дуго животом руског спахије на свом имању Александровки, где је умро и сахрањен. Био је ожењен кћерком руског генерала Србина, Чорбе, са којом је имао децу: сина Теодора и кћерке Ану (удату за пуковника Медера) и Александру (удату за пуковника Уракова). Како се син Теодор није женио, угашена је мушка линија Текелија у Русији. Породично име је затим предато руским племићима Куракиним (Уракиним).

### Поручник Јован Р. Текелија (1713—1791)
Јован Текелија (1713—1791), најстарији син Ранка Текелије и Алке Рашковић, 1753-1754. године оженио се, синовицом карловачког митрополита Павла Ненадовића, Мартом Ненадовић (умрла 1800). Марта је одрасла и васпитавана у Будиму. Подстицала је децу да стекну високо образовање и заузму друштвене и државне позиције. Њен син Сава био је изузетно образован и први доктор права код Срба у Угарској. Портретисао је Марту чувени сликар Јаков Орфелин, пре 1791. године.
Јован је наставио породичну традицију и постао поручник Поморишке милиције у Араду. Након развојачења Поморишке границе посветио се цивилном животу и економији. Готово пола столећа живео је животом провинцијског, жупанијског племића на породичним поседима Визешу и Кемермешу у Поморишју. Боравио је често у Араду, водећи рачуна о породичној кући и учествујући у друштвеном животу. Приликом посете Араду 1770. године, породицу Текелија посетио и сам цар Јосиф II. Портретисао га је око 1770. године арадски сликар Стефан Тенецки.
Јован Р. Текелија је са Мартом Ненадовић имао два сина: Петра (ожењеног са Катарином Саплонцаи) и Саву правника и српског мецену. Треће дете је била кћи Алојзија, која се удала 1791. године за граничарског пуковника Аврама Путника, команданта панчевачког 12. пука. Као удовица од 1795. године живела је у Араду, где је до смрти (1816) помагала српске цркве и манастире. Петар Текелија је имао троје деце: Ђорђа (ожењен са Розалијом Стојчевић), Петра (ожењен са Терезијом Којић) и кћерку Јозефину удату за Теодора Стратимировића.

#### Др Сава Ј. Поповић-Текелија (1761—1842)
Сава Текелија, син Јована Текелије и Марте Ненадовић, унук пуковника Ранка Текелије и Алке Рашковић и праунук пуковника Хаџи-Мојсија Рашковића. Након завршене основне школе у Араду, похађао је гимназију у Будиму, слушајући филозофију, реторику, поезију на латинском језику. Од 1780. до 1782, слушао је предавања на Бечком универзитету из кривичног, канонског и природног права, као и физику и анатомију. У Бечу је још учио француски, италијански и шпански, пошто је већ знао латински, немачки, а као становник Арада и румунски. Завршио је студије права на Будимском универзитету и 1786. постао је први доктор правних наука код Срба. У свом чувеном делу “Автобиографија Саве Текелије” објављеном у Летопису Матице српске, Сава је, између осталог, описао и своја путовања у Русију из 1787. и 1811. године. Био је кратко ожењен Амалијом Безег, али нису имали потомства.
Саву Текелију посетила је српска делегација на путу према руском двору 1805. коју је предводио прота Матеја Ненадовић, који је оставио неколико запажања о Сави Текелији у својим Мемоарима.
Сава Текелија био је велики српски добротвор. Оставио је средства од којих је подигнут у Будимпешти Текелијанум.

### Монах Исаија Текелија
Други Ранков син Димитрије, био је калуђер у манастиру Ходошу са именом Исаија.

## Подвојвода српске војске пуковник Јован Монастерлија (око 1650—1706)
Ана Монастерлија, рођ. Рашковић, кћерка Хаџи-Арсенија Рашковића била је удата за подвојводу (вицедукс) српске војске у Хабзбуршкој монархији (1691—1706) Јована Монастерлију (око 1650-1706).
Породица Монастерлија пореклом је из Битоља, који се раније звао Манастири/Монастири, због чега су и добили презиме Монастерлије (Битољци). На грбу Монастерлија налази се фигура лава који замахује сабљом, која је честа у грбовима српских официра.
Преци Јована Монастерлије доселили су се из Српског Ковина у Коморан почетком XVII века, вероватно око 1606, након „Дугог рата“. Отац Јована Монастерлије заповедник шајкашке флотиле обервајда Петар Монастерлија добио је 1655. племство.
Јован Монастерлија био је коморански војвода у биткама против Ђерђа Ракоција. У време Великог рата (1683-1699) Јован Монастерлија се истакао у битки приликом помоћи опседнутом Ђуру, као и у одбрани Голупца од опсаде Турака 1689. године.
Након Велике сеобе Јован Монастерлија регрутовао је српску војску од избеглица и постављен је за подвојводу (вицедукс) српске војске у Хабзбуршком царству. На челу српске војске Јован Монастерлија учествовао је у битки код Сланкамена 1691. када је погинуо турски заповедник Мустафа Ћуприлић.
За заслуге цар Леополд даровао је Јовану Монастерлији земљиште у Толнајској жупанији где је добио 12 пустара.
Умро је од последица повреде задобијене у лову 1706. код Петроварадина.
После Сеобе Стари Влах опустошили су Махмудбеговићи са Арбанасима муслиманима и кримски Татари под Нуредин каном. Православни Арбанаси повукли су се са Србима.
Александар Рашковић имао је сина Братула Рашковића.
Од Рашковића који су остали у Старом Влаху позната су имена Хаџи-Братула, сина Александра Рашковића, затим Александра, Крста, Никодина, Косте и монаха Ефтимија Рашковића.
Хаџи-Братул Рашковић имао је синове Атанасија и Јована.

## Пуковник српске војске кнез Атанасије Б. Рашковић (1697—1753)
Пуковник српске милиције, кнез Атанасије Рашковић (1697-1753) био је вођа устанка Срба у Старом Влаху 1737.
Кнез Атанасије Рашковић, син Хаџи-Братулов живи у Новој Вароши, где су се из Трговишта преселили у ново седиште у Штитково.
Бератом султана Ахмета Трећег од 30. октобра 1722. године Атанасије Рашковић постављен је за кнеза старовлашког: „Сходно овој нашој наредби потврђујемо уступање кнежевства (...) наређујемо именованом Атанасију да уместо оца предузме предато му кнежевство и дужности које из тога проистичу и да кнежевину поседује и њоме управља истом мудрошћу као и његов отац, као и да је наша најозбиљнија воља да га нико не омета и узнемирава у вршењу његове службе“,
Пуковник српске војске кнез Атанасије Б. Рашковић (1697-1753) био је ожењен Анђелијом Јовановић сестром патријарха Арсенија Четвртог Јовановића Шакабенте. Касније кнез Атанасије Рашковић ратује по европским ратиштима за Аустрију. Изгледа да је отрован.
Пуковник кнез Атанасије Рашковић имао је са Анђелијом Јовановић, сестром патријарха Арсенија Четвртог Јовановића Шакабенте сина Александра и четири кћерке, Дафину...

### Пуковник Александар А. Рашковић
Пуковник Александар Рашковић, син пуковника кнеза Атанасија Рашковића био је последњи командант Петроварадинског пешадијског пука. Његова гробница из 1773. године налази се у Манастиру Бешеново
Пуковник Александар Рашковић имао је са женом Аном синове Димитрија, Мојсија и Јефтимија.

### Мојсије А. Рашковић (1753—1773)
Мојсије Рашковић (1753-1773), син пуковника Александра Рашковића школовао се у Пожуну и Бечу.

### Натпоручник Јефтимије А. Рашковић (1761--1830)
Натпоручник Јефтимије Рашковић (1761–1830), син пуковника Александра Рашковића.

### Шевићи

#### Капетан Петар Иванович Шевић
Најстарија кћерка пуковника кнеза Атанасија Рашковића била је удата за капетана Петра Шевића, сина генерал-лајтнанта Ивана Георгијевића Шевића (1754-1813), односно Јована Ђорђевог Шевића, који је у Русији основао Славеносербију.
Портрет генерал-лајтнанта Ивана Георгиевича Шевича, налази се у Галерији хероја Зимског дворца. На грбу Шевића налазе се два полумесеца и две звезде.

### Пишчевићи

#### Генерал-мајор Симеон Степановић Пишчевић
Дафина Рашковић, друга кћерка пуковника кнеза Атанасија Рашковића била је удата за генерал-мајора Симеона Степановића Пишчевића, каваљера Ордена св. Ђорђа.
Генерал-мајор Симеон Степанович Пишчевич, син капетана Степана Гавриловича Пишчевича и мајке из породице Витковић, сестре пуковника Секуле Витковића, руски генерал. Маћеха му је била удовица капетана Зорића. Оставио је мемоаре, које је његов праунук предао историчару Нилу Попову. Више пута су објављени.

### Чарнојевићи од Маче

#### Пуковник Јован М. Чарнојевић од Маче
Трећа кћерка пуковника кнеза Атанасија Рашковића била је удата за пуковника Јована Чарнојевића, футошког спахију, а други пут за генерала Јевту Љубибратића.
Пуковник Јован Чарнојевић био је син Михаила Чарнојевића од Маче, братанца патријарха Арсенија Чарнојевића (1633-1706), родом из цетињског краја. На грбу Чарнојевића дарованом 1720. налази се коњаник који замахује сабљом на којој је одсечена турска глава.
Угарско грофовство додељено је Лазару Чарнојевићу од Маче и Малог Оросина 1793. За грофа Петра Чарнојевића била је удата Ружица Анастасијевић, кћерка капетан Мише Анастасијевића.

### Барони Љубибратићи од Требиња

#### Генерал барон Јефтимије Љубибратић од Требиња
Трећа кћерка пуковника кнеза Атанасија Рашковића удовица пуковника Јована Чарнојевића, спахије футошког, други пут је била удата за генерала Јевтимија Љубибратића.
На грбу Љубибратића из Требиња, налази се медвеђа шапа и две звезде, као и дабар на челенци.
О свом пашеногу генерала Јефтимију Љубибратићу оставио је запис генерал-мајор Симеон Пишчевић у својим Мемоарима:
"Он је био Србин и старином племић, родом из Требиња у Илирији. У младости био је у Венецији и тамо научио италијански и немачки. Затим је прешао у Ћесарску, где је примљен у службу и дотерао до капетана. Био је висок и наочит. Кад се ранио, било му је око тридесет година. Тај случај донео му је тешку несрећу. Била му је здробљена кост у мишици и док сви ти делићи нису били повађени дуго се морао лечити. (....)Ожењен је био удовицом Чарнојевића, кћерком пуковника кнеза Атанасија Рашковића, а затим, због заслуга у служби, од њеног величанства царице, мађарске и чешке краљице, Марије Терезије, произведен за барона и каваљера Ордена Терезије. Напослетку је, већ у дубокој старости, произведен за генерала и одређен за команданта у Италији, у граду Кремони, који припада дому аустријском, где је прошле, 1783, године, умро. Штета што порода није оставио. Тако се завршио живот тог достојног јунака.".

### Милорадовићи од Храбреновића и Дубраве

#### Пуковник Јефтимије Јероним Милорадовић од Храбреновића и Дубраве
Јелисавета, четврта кћерка пуковника Атанасија Рашковића, била је удата за руског генерала, некадашњег мајора градишког пука Јефтимија (Јеронима) Милорадовића, рођака генерала Михаила Милорадовића. Јефтимије Милорадовић 13.9.1760. године добио је од царице Марије Терезије, заједно са Мојсијем Милорадовићем измењени грб, тако да се на златним пољима штита налазио по један пропети црни пас са златном огрлицом и дат им је предикат: „од Храбреновић и Дубраве“. У Русији Милорадовичима признато је старо племство, на основу старијих докумената и грбова.
Милорадовићи воде порекло из Херцеговине. Родоначелник Милорадовића-Храбрена, који су живели у пределу столачких Дубрава и Храсна, био је војвода Стјепан Милорадовић, који се помиње 1416. У турским дефтерима из 1468. и 1477. помињу се његови синови војвода Петар и браћа Радоје и Вукић. Старо гробље Милорадовића налази се у Радимљи. Милорадовићи (спахија Милисав Милорадовић) су 1563. обновили манастир Житомислић.
Михаило, Гаврило и Александар Милорадовић (око 1700) ангажовали се на подизању устанка против Турака, сарађивали са Русијом. 1715. прешли у Русију, где је Михаило Милорадовић добио чин пуковника (умро 1725). Пуковник Михаило Милорадовић имао је сина Стефана, чији синови су генерал-мајор Петар Степанович Милорадович (1723—1799) и генерал-поручник Андреј Степанович Милорадович (1726-96), губернатор Малорусије (Украјине), његов син генерал гроф Михаил Андрејевич Милорадович.
Мајор Јероним Милорадовић-Храбреновић од Дубрава, одселио се у Русију где је био генерал руске војске.

## Јован Рашковић

### Натпоручник Стефан Рашковић (1770—1858)
Натпоручник Стефан Рашковић (1770-1858) (унук брата кнеза Атанасија, Јована), поседник из Нештина. Имао је сина Андрију и кћерку Икрију.

### Поручник Андрија С. Рашковић
Стефанов син Андра Рашковић, аустријски официр.

### Јарославски
Стефанова кћерка Икрија удала се за Евгенија Јарославског и имала сина Стефана и кћерку Фему.

### Рашковићи у Русији

#### Пуковник Аврам Гаврила Рашковић
Један део породице Рашковић отишао је у Русију. Пуковник Аврам Гаврила Рашковића, рођен у Београду око 1720. населио се у Новоросијској губернији — Нова Србија, данас у Украјини.

## Старовлашки кнез Аврам Рашковић (око 1700—1774)
Кнез Аврам Рашковић (око 1700-1774) остао је у Старом Влаху после друге сеобе. Имао брата Николу. 1777. писао је писмо руској царици Катарини. Његови синови су Јован, Симеон и Константин.

## Старовлашки кнез Јован А. Рашковић
Кнез Јован А. Рашковић, син кнеза Аврама Рашковића управљао је у Старом Влаху до око 1780. После његове смрти наследио га је брат Константин.

## Старовлашки кнез Константин А. Рашковић (око 1735—1805)
Константин Аврама Рашковић (око 1735-1805), према берату из 1782. управљао је Старим Влахом, после смрти његовог брата Јована. Други берат издат је 1798 од султана Мустафе Другог, јер је Константин изгубио претходни.

## Старовлашки кнез и војвода Максим Рашковић
Кнез Максим Рашковић најистакнутији Рашковић у Првом српском устанку. Нису сачувана у документима имена његових родитеља. Зна се да му је рођак кнез Јован Рашковић. Према једном приказу родослова можда је његов отац Симеон син Аврама Рашковића и брат Константина Рашковића. Његово име није међу познатим носиоцима берата из тог времена. Њему је похвалне стихове Дивотник посветио Сима Милутиновић Сарајлија „Кнез Максима, од Старога влаха, Из Штиткова, те племића древна“. Сима Милутиновић тврди да је Рашковића гонио Младен Миловановић због кршења примирја са Турцима, јер се бојао „да старином своје лозе не баци у присенак Карађорђа“..
Оно што је поуздано то је да је кнез Максим Рашковић од старовлашких кнезова Рашковића, као и то да се његова сестра удала за капетана Јована Митровића Демира.
Кнез Максим Рашковић није имао деце. По његовој сестри старија грана Чолак-Антића потиче, по женској линији од Рашковића.

## Митровићи-Демировићи
Рођена сестра кнеза Максима Рашковића била је удата за капетана Јована Митровића Демира.

### Капетан пожешке кнежинеЈован МитровићДемир (1756—1852)
Сестра кнеза Максима Рашковића била је удата за капетана пожешке кнежине Јован Митровић Демир (1756—1852), члан ужичког окружног суда, родом из Лисине из Пиве из Старе Херцеговине, а даљим пореклом са Косова. Старије презиме му је Аџић, а пре тога, према предању Зечевић. Пре Првог српског устанка био је хајдук на Романији. Због јунаштва добио је надимак „демир“, односно „гвоздени“ (на турском). Постављен је 26. маја 1811 за обер-капетана пожешко-ужичке пехоте (пешадије) и касније подгорски капетан, под командом војводе на кнежини Николе Карамарковића, Карађорђевог зета, потом капетан над кнежином црногорском, кнез у ужичкој нахији и члан ужичког окружног суда. Касније био је члан окружног суда у Ужицу, а живео је Дражиновићима, где је и сахрањен. Син његовог братанца Јока Аџића је војвода Вуле Хаџић, који је погинуо у Херцеговачком устанку 1875. године заједно са рођаком официром Дреком Хаџићем. Аџићи су досељеници из Метохије или са Косова који су дошли преко Бањана у Пиви, а матица им је Лисина у Пиви.
Капетан пожешке кнежине Јован Митровић Демир ("Гвоздени") (1756-1852) и сестра старовлашког кнеза и војводе Максима Рашковића имали су синове Милоша и Андрију и две кћерке Јованку и .....

#### Милош Ј. Митровић-Демировић
Милош Митровић Демировић, син капетана Јована Митровића и сестре кнеза Максима Рашковића био је председник општине Дражиновићи.

#### Андрија Ј. Митровић-Демировић
Андрија Митровић Демировић, син капетана Јована Митровића и сестре кнеза Максима Рашковића.

#### Ерчевићи
Једна кћерка капетана Јована Митровића и сестре кнеза Максима Рашковића била удата за Спасоја Ерчевића, члана ужичког окружног суда.

#### Чолак-Антићи
Јованка Митровић кћерка капетана Јована Митровића и сестре кнеза Максима Рашковића била је удата за Косту Чолак-Антића, сина војводе Чолак Анте Симеоновића.
Преко Јованке Чолак-Антић, рођ. Митровић старија грана Чолак-Антића потиче од Рашковића.
Синови Косте и Јелене Чолак-Антић су артиљеријски потпуковник Илија Чолак-Антић, артиљеријски потпуковник Лазар Чолак-Антић, Влајко Чолак-Антић и Љубомир Чолак-Антић, а кћерка Христина.

## Старовлашки кнез Тимотије Рашковић
Од Рашковића, после Првог српског устанка кнез био још Тимотије Рашковић, који је био један од вођа устанка у околини Сјенице и Нове Вароши 1837. године.

## Церовићи
Сестра кнеза Тимотија Рашковића била је удата за свештеника О. Симеона Симу Церовића, из Лопижа код Сјенице, родом из Дробњака, извесно из Тушиња, који је имао и брата Моју. О. Симеон Церовић и сестра кнеза Тимотеја Рашковића имали су синове Илију и Стевана, свештенике. О. Илију Церовића (1817—1869), кога је рукоположио за свештеника митрополит рашко призренски Игњатије у Петровој цркви код Новог Пазара. О. Илија Церовић борио се за права српског народа супротстављајући се Ејуб-паши везиру новопазарском и његовом сину, док је био у пријатељским односима са породицом Адем-паше Љајића, чијом интервенцијом није био убијен заједно са ујаком и другим организаторима петиције против Ејуб паше, који су кренули у Цариград са жалбом. О. Илија Церовић има потомства, 1860. његову породицу је прогнао из њихове куће Топал-Осман-паша у Скопље (Ускопље, Доњи и Горњи Вакуф), одакле су успели да се иселе за Србију у Ивањицу 1864..

### Сродство
Рашковићи су били у сродству са грофовима Чарнојевићима, грофовима Милорадовићима, Пишчевићима, Текелијама, Шевићима, као и породицом капетана Јована Митровића Демира и Чолак-Антићима.